# Balurghat
Balurghat ist eine Stadt im indischen Bundesstaat Westbengalen. Der Fluss Atrai fließt durch die Stadt und teilt sie in zwei Hälften.
Die Stadt ist der Hauptort des Distrikt Dakshin Dinajpur. Balurghat hat den Status einer Municipality. Die Stadt ist in 24 Wards (Wahlkreise) gegliedert.

## Demografie
Die Einwohnerzahl der Stadt liegt laut der Volkszählung von 2011 bei 153.279. Balurghat hat ein Geschlechterverhältnis von 998 Frauen pro 1000 Männer und damit einen für Indien üblichen Männerüberschuss. Die Alphabetisierungsrate lag bei 91,1 % im Jahr 2011. Knapp 90 % der Bevölkerung sind Hindus und ca. 1 % gehören einer anderen oder keiner Religion an. 7,1 % der Bevölkerung sind Kinder unter 6 Jahren. Bengali ist die Hauptsprache in und um die Stadt.

## Wirtschaft
Balurghat ist ein Distributionszentrum im Norden von Westbengalen. Die wichtigsten Handelsgüter sind Reis, Jute, Zuckerrohr und Ölsaat.

## Infrastruktur
Der Bahnhof von Balurghat liegt an der Hauptstrecke Eklakhi–Balurgha.